# Argonnerwaldlied

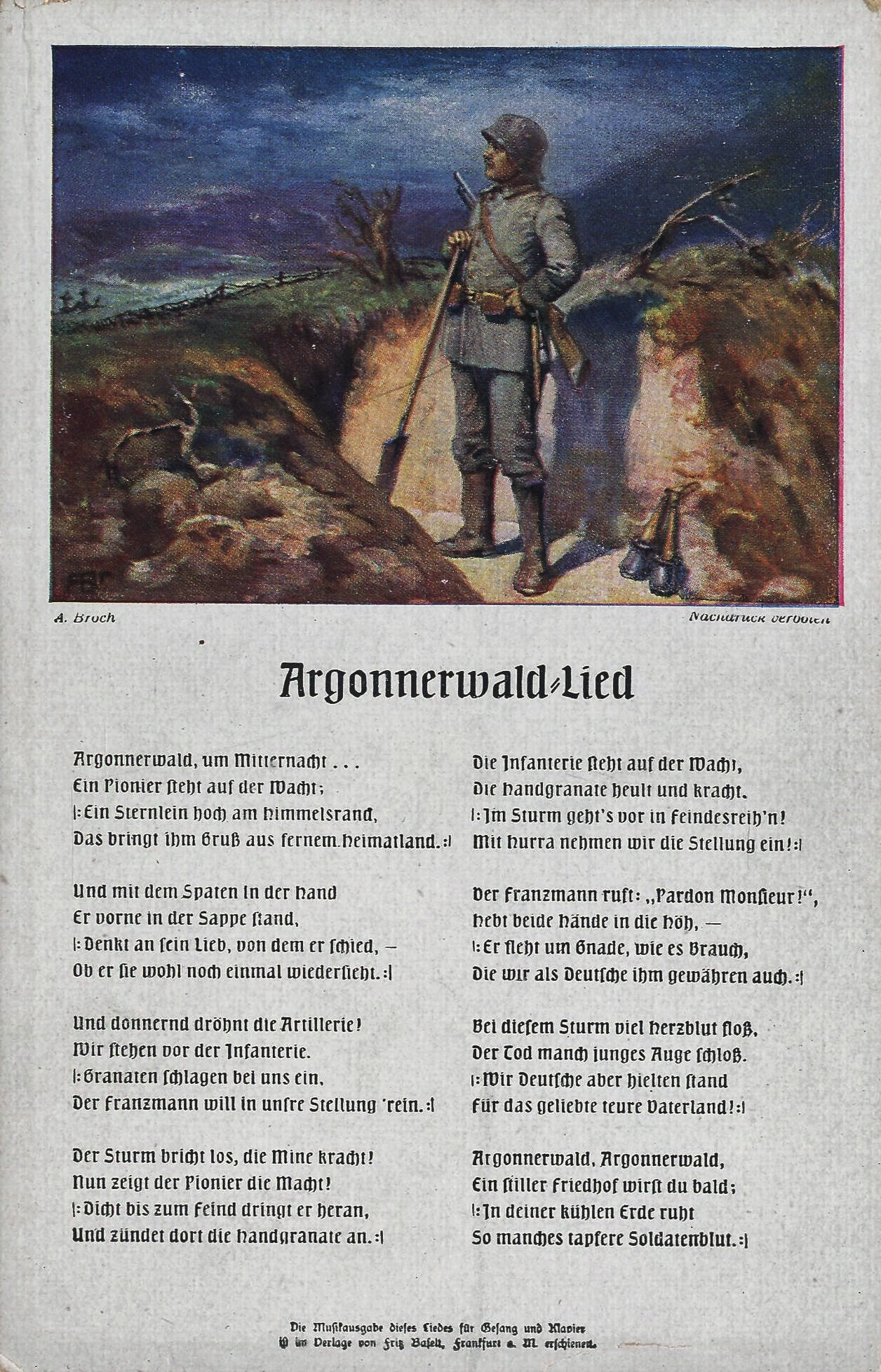
Das Argonnerwaldlied, Bildpostkarte aus dem Ersten Weltkrieg

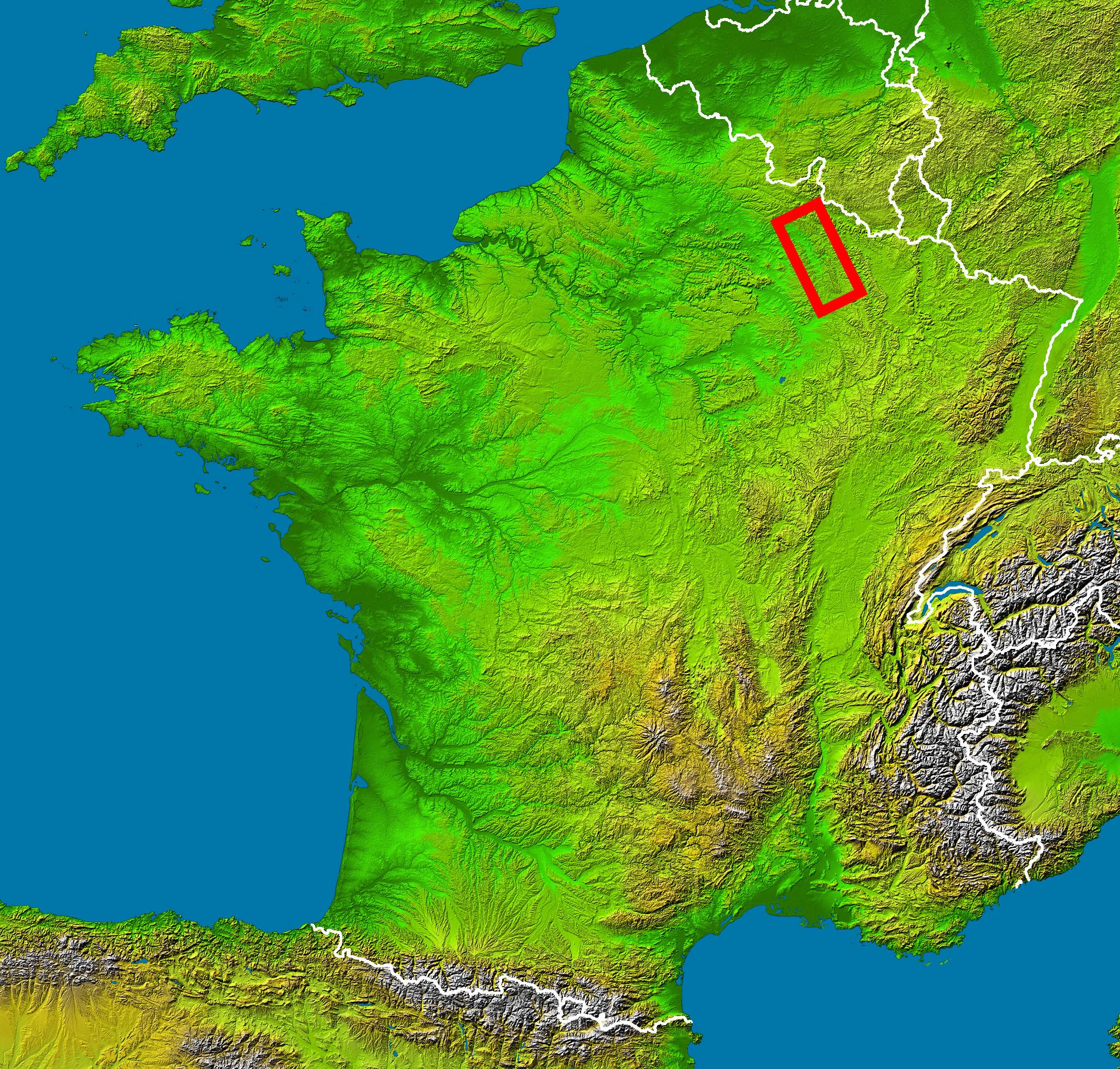
Lage der Argonnen

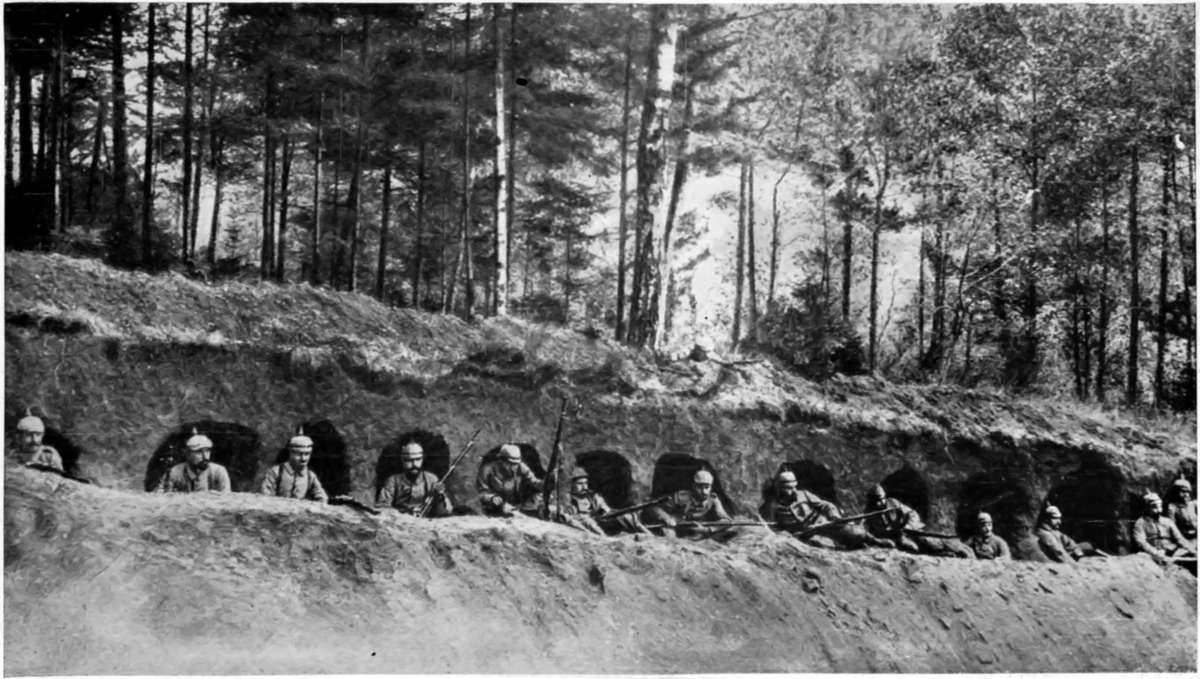
Deutsche Stellung im Argonnerwald

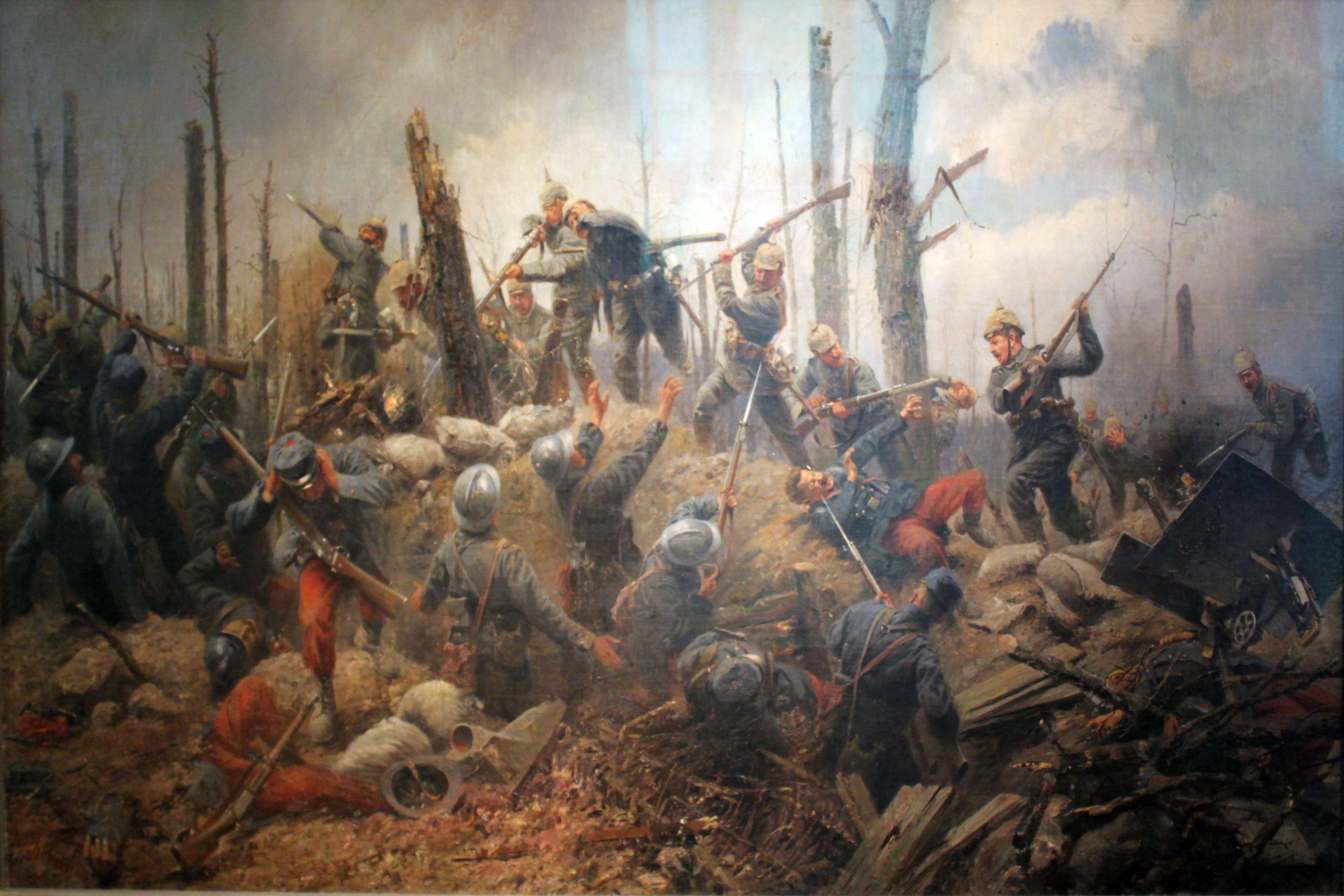
Georg Schöbel, 1915: Erstürmung der Anhöhe 285 in den Argonnen am 13. Juli 1915, Deutsches Historisches Museum

Das Argonnerwaldlied ist ein deutsches Soldatenlied aus dem Ersten Weltkrieg. Es beruht auf einem älteren, um 1900 von einem unbekannten Verfasser gedichteten und komponierten Lied („Matrosenwacht“), das die sehnsüchtigen Gedanken eines auf Wache stehenden Matrosen im deutschen Pachtgebiet Kiautschou in China thematisiert. Im Herbst 1914 griff ein im Felde stehender Pionier die Thematik auf und verwob sie mit seinem Frontalltag im heftig umkämpften Argonnerwald, wobei die Melodie leicht verändert wurde. Wer genau das Lied verfasst hat, ist bis heute umstritten (siehe unten).
Das Lied macht aus der Sicht eines Pioniers die wechselnden Empfindungen zwischen Vaterlandsliebe, Heldenmut, Trauer und Wehmut deutlich. Hintergrund ist, dass mit dem immer stärker einsetzenden Stellungskrieg die Bedeutung der Pioniertruppe beim Bau von Unterständen, Gräben, Stollen, Bunkern, Sappen und Stellungen deutlich angewachsen war. Das Lied wird aus diesem Grunde häufig auch als Pionierlied bezeichnet.

## Wortlaut
1. Argonnerwald, um Mitternacht ...

Ein Pionier stand auf der Wacht.

|: Ein Sternlein hoch am Himmel stand,

Bringt ihm ’nen Gruß aus fernem Heimatland. :|

2. Und mit dem Spaten in der Hand

Er vorne in der Sappe stand.

|: Mit Sehnsucht denkt er an sein Lieb:

Ob er sie wohl noch einmal wiedersieht? :|
3. Und donnernd dröhnt die Artill’rie.

Wir stehen vor der Infanterie.

|: Granaten schlagen bei uns ein,

Der Franzmann will in unsere Stellung ’rein. :|

4. Der Sturm bricht los, die Mine kracht,

Der Pionier gleich vorwärts macht.

|: Bis an den Feind macht er sich ran

Und zündet dann die Handgranate an. :|
5. Die Infanterie steht auf der Wacht,

Bis daß die Handgranate kracht,

|: Geht dann mit Sturm bis an den Feind,

Mit Hurra nimmt sie dann die Stellung ein. :|

6. Der Franzmann ruft: Pardon Monsieur!

Hebt beide Hände in die Höh,

|: Er fleht uns dann um Gnade an,

Die wir als Deutsche ihm gewähren dann. :|
7. Bei diesem Sturm viel Blut auch floß,

Manch junges Leben hat’s gekost’.

|: Wir Deutsche aber halten stand,

Für das geliebte, teure Vaterland. :|

8. Argonnerwald, Argonnerwald,

Ein stiller Friedhof wirst du bald!

|: In deiner kühlen Erde ruht

So manches tapfere Soldatenblut. :|
Diese und sehr ähnliche Liedfassungen finden sich in zahlreichen zeitgenössischen Quellen und auch späteren Liederbüchern, unter anderem auch im Liederbuch der bundesdeutschen Fallschirmjäger von 1983. Es fällt allerdings auf, dass diese Textfassung einige Reimfehler enthält, und zwar in der zweiten, fünften und siebten Strophe. Allerdings kursierte bereits während des Ersten Weltkrieges auch eine an einigen Stellen veränderte Fassung, die aus formal-künstlerischer Sicht hochwertiger wirkt und keinerlei Reimfehler aufweist (siehe auch die obige Bildpostkarte):
1. Argonnerwald, um Mitternacht ...

Ein Pionier steht auf der Wacht.

|: Ein Sternlein hoch am Himmelsrand,

Das bringt ihm Gruß aus fernem Heimatland. :|

2. Und mit dem Spaten in der Hand

Er vorne in der Sappe stand,

|: Denkt an sein Lieb, von dem er schied, –

Ob er sie wohl noch einmal wiedersieht? :|
3. Und donnernd dröhnt die Artill’rie.

Wir stehen vor der Infanterie.

|: Granaten schlagen bei uns ein,

Der Franzmann will in unsere Stellung ’rein. :|

4. Der Sturm bricht los, die Mine kracht,

Nun zeigt der Pionier die Macht.

|: Dicht an den Feind dringt er heran

Und zündet dort die Handgranate an. :|
5. Die Infanterie steht auf der Wacht,

Die Handgranate heult und kracht,

Im Sturm geht's vor in Feindesreih'n,

Mit Hurra nehmen wir die Stellung ein. :|

6. Der Franzmann ruft: Pardon, Monsieur!

Hebt beide Hände in die Höh,

|: Er fleht um Gnade, wie es Brauch,

Die wir als Deutsche ihm gewähren auch. :|
7. Bei diesem Sturm viel Herzblut floß,

Der Tod manch junges Auge schloß.

|: Wir Deutsche aber halten stand,

Für das geliebte, teure Vaterland. :|

8. Argonnerwald, Argonnerwald,

Ein stiller Friedhof wirst du bald!

|: In deiner kühlen Erde ruht

So manches tapfere Soldatenblut. :|

Ludwig Andersen alias Ludwig Strecker, der Chef des Verlags B. Schott’s Söhne, dichtete folgende Strophen hinzu und fügte sie nach der 4. Strophe ein:
Er frug nicht warum und nicht wie,

Tat seine Pflicht wie alle sie.

|: In keinem Liede ward’s gehört,

Ob er geblieben oder heimgekehrt. :|

Du  Pionier  um  Mitternacht,

Heut  steht  ganz  Deutschland  auf  der  Wacht:

|: in  Treue  fest,  im  Wollen  rein,

Als  eine  neue,  starke  Wacht  am  Rhein!  :|

Als weitere Strophe, die teils als Kehrstrophe gleich zweimal gesungen wurde, kam hinzu:
Bedroht der Feind uns noch so sehr,

Wir Deutsche fürchten ihn nicht mehr.

|: Und ob er auch so stark mag sein,

In unsere Stellung kommt er doch nicht ’rein. :|

Das Lied verbreitete sich schnell und wurde bald auch noch in weiteren, im Detail veränderten Fassungen gesungen; z. B. mit einem Infanteristen statt eines Pioniers als Protagonist. Bei Otto Stückrath findet sich noch folgende Abschlussstrophe, die sich auf das 2. Nassauische Pionierbataillon Nr. 25 (eines der sogenannten Neupreußischen Pionierbataillone) bezog:
Wer hat denn dieses Lied erdacht?

Ein Fünfundzwanzger auf der Wacht,

|: Der jetzt in Frankreichs Erde ruht,

Für Deutschlands Fahne floß sein Blut. :|
Später wurde noch folgende Strophe hinzugedichtet:
Und komm’ ich einst zur Himmelstür,

Ein Engel Gottes steht dafür:

|: Argonnerkämpfer, tritt herein,

Hier soll für dich der ew’ge Friede sein. :|

## Umdichtungen

### Im politischen Kontext
Nach dem Ersten Weltkrieg wurde das sehr populäre Lied vielfach umgedichtet und in andere Zusammenhänge transferiert. So schrieb der Schlosser und spätere Redakteur der Zeitschrift Rote Fahne, Richard Schulz, nach der Niederschlagung des Spartakusaufstandes im Januar 1919 zur Melodie des Argonnerwaldliedes das Büxensteinlied, das die Belagerung der besetzten Buchdruckerei W. Büxenstein durch die Truppen des SPD-Reichswehrministers Gustav Noske aus Sicht der aufständischen Arbeiter schildert. Dieses später in der Arbeiterbewegung der Weimarer Republik populäre Lied beginnt, vom Kontext her seinem Vorbild vergleichbar, mit der Strophe: 
Im Januar um Mitternacht

Ein Kommunist stand auf der Wacht.

Er stand mit Stolz, er stand mit Recht,

Stand kämpfend gegen ein Tyranngeschlecht.
Später wurde das Argonnerwaldlied im Rhein-Ruhr-Gebiet mit verändertem Texten sowohl von Nationalsozialisten wie auch Kommunisten oder Widerstandsgruppen wie den Edelweißpiraten verwendet, wobei sich die jeweiligen Rahmentexte, abgesehen von der Adaptation an die jeweilige politische Richtung, kaum änderten.

So sangen die Kommunisten in der Zeit des „Ruhraufstandes“ 1920 von der KPD:
An Rhein und Ruhr marschieren wir,

Für Rätedeutschland kämpfen wir,

Die Reaktion, brecht sie entzwei,

Rot Front marschiert, Achtung – die Straße frei!

Vergleichbare Töne waren wenige Jahre später von den Nationalsozialisten zu hören: 
Durch’s Ruhrgebiet marschieren wir,

Für Adolf Hitler kämpfen wir.

Die Rote Front, brecht sie entzwei,

Denn so wird Deutschland endlich wieder frei!

Oder:
Durch deutsches Land marschieren wir,

Für Adolf Hitler kämpfen wir,

Die Rote Front, schlagt sie zu Brei,

SA marschiert, Achtung! Die Straße frei!

Später sangen die Edelweißpiraten ganz ähnlich: 
An Rhein und Ruhr marschieren wir,

Für unsere Freiheit kämpfen wir,

Den Streifendienst, schlagt ihn entzwei,

Edelweiß marschiert, Achtung – die Straße frei!

### Fußball
Während die oben genannten politisch gefärbten Umdichtungen inzwischen weitestgehend vergessen – weil nicht länger aktuell – sind, findet zumindest der zweite Teil der Melodie bis heute als Fußball-Fangesang Verwendung:
Aber eins, aber eins darf nicht geschehn:

Schwarz-Weiß Essen darf nicht untergehn (auch bei  Alemannia Aachen und anderen Vereinen)
 Als Urheber der Übertragung des Argonnerwald-Liedes auf den Fußball gilt indes Ernst Unger, der 1916 im Schützengraben eine (weitgehend verlorengegangene) Umdichtung schrieb, die sich auf den BVB 1909 Borussia Dortmund bezog. Die beiden erhalten gebliebenen Schlusszeilen wurden später nach Art einer Coda Teil der offiziellen Vereinshymne von Borussia Dortmund:
Aber eins, aber eins, das bleibt bestehn:

Borussia Dortmund wird nicht untergehn.

## Kontroverse um die Urheberschaft
Der Verlag B. Schott's Söhne (Mainz) als Rechteinhaber schrieb die Text-Urheberschaft dem Liederdichter Hermann Albert von Gordon (1878–1939) zu. Hierüber entspann sich 1939 eine gerichtliche Auseinandersetzung, in deren Vorfeld sich Gordon das Leben nahm. Der Prozess fand zwar wegen des Todes des Angeklagten nicht statt, doch hatte eine eigens eingesetzte Kommission des Gerichts bereits im Vorfeld konstatiert, dass das Lied als Gemeinschaftswerk mehrerer Angehöriger der 2. Kompanie des 3. Rheinischen Pionierbataillons 30 entstanden sei, und zwar unter Federführung des Pioniers Andreas Schott. Als weitere mögliche Texter wurden Otto Rasteick und Friedrich Wilhelm Steinbrinck vom Königs-Infanterie-Regiment Nr. 145 genannt, welches dem Infanterieregiment 135 unmittelbar benachbart in den Argonnen kämpfte.
Der Musikhistoriker Fred K. Prieberg hingegen nannte in seinem Standardwerk „Handbuch Deutsche Musiker 1933–1945“ den Pionier Franz Buschhaus (1892–1925) als Verfasser. Er stammte aus Schwerte und war zunächst Metallarbeiter bei Hoesch. Im Oktober 1912 trat er in das Infanterie-Regiment 135 ein und wurde gleich zu Beginn des Krieges in das härteste Schlachtgeschehen hineingezogen. Dabei wurde er mehrfach verwundet, unter anderem am Kopf, und schließlich als kriegsverwendungsuntauglich entlassen. Bereits 1925 starb Buschhaus an den Spätfolgen dieser Verletzungen im Alter von 33 Jahren. Laut Prieberg legt es ferner nahe, dass ein gewisser Anton Häussler für die künstlerische Aufwertung des Textes (siehe oben, zweite Fassung) verantwortlich war.
Trotz der nicht abschließend geklärten Frage nach der Verfasserschaft bleibt jedenfalls festzuhalten, dass das Lied in den kämpfenden Mannschaftsdienstgraden entstanden ist und insofern eine gewisse Authentizität hinsichtlich der Gemütslage der einfachen Frontsoldaten für sich beanspruchen kann.
Als Komponisten nannte Prieberg den Hornisten Steinhaus aus Letmathe, der demselben Regiment wie Buschhaus angehörte. Offensichtlich bezieht sich diese Angabe allerdings nicht auf die Urform der Melodie, sondern deren Modifikation für das Argonnerwaldlied.